# Время на Аляске
Аляска официально покрыта двумя часовыми поясами - Аляскинским часовым поясом и Гавайско-Алеутским часовым поясом. Гавайско-алеутский часовой пояс используется для Алеутских островов к западу от 169°30′ з. д. (острова Четырёх гор, острова Андреаноф, Крысиные острова и Ближние острова), а остальная часть штата использует часовой пояс Аляски.. Вся Аляска переходит на летнее время.
Город Хайдер, поскольку он, по сути, является единым городом, разделённым границей между Соединёнными Штатами и Канадой, неофициально соблюдает тихоокеанское время, включая летнее время (UTC−08:00, DST UTC−07:00), как и его сосед Стюарт, Британская Колумбия, за исключением почтового отделения США (потому что это федеральное учреждение).

## История
Будучи частью Русской Америки, Аляска использовала юлианский календарь и тот же день недели, что и Азия. В 1867 году Аляска стала территорией Соединённых Штатов (в результате покупки Аляски) и начала использовать григорианский календарь и тот же день недели, что и Америка. Переход был достигнут путем повторения одного и того же дня недели и пропуска одиннадцати дней месяца вместо двенадцати в 19 веке, так что за датой покупки в пятницу, 6 октября (по юлианскому календарю) снова следовала пятница, 18 октября (вместо субботы, 19 октября по григорианскому календарю). И это изменение перекраивает международную линию перемены дат с востока на запад территории, чтобы перестроиться с азиатских дат на американские
До того, как были введены часовые пояса, каждое место использовало локальное наблюдение за солнцем для установки своих часов, что означало, что в каждом месте использовалось свое местное среднее время, основанное на его долготе. Например, в Ситке, столице Аляски в то время, на долготе 135°20′ з. д., было местное время, эквивалентное UTC+14:59 под Россией и UTC−09:01 под Соединёнными Штатами.
В 1900 году в штате было установлено «стандартное время Аляски» — UTC−09:00.
В 1918 году Конгресс США принял Закон о стандартном времени, который определил стандартный часовой пояс для Аляски — стандартное время Аляски США, установленное на UTC−10:00..
20 января 1942 года все Соединённые Штаты, включая Аляску, начали соблюдать военное время.  Стандартное время в Соединённых Штатах было переведено на один час вперёд и оставалось таким до 25 сентября 1945 года, когда закон был отменён.
В 1966 году Конгресс принял Закон о едином времени. Закон о едином времени ввёл в Соединённых Штатах единообразное летнее время, которое Аляска начала соблюдать 28 апреля 1968 года.  Закон о едином времени также определил четыре часовых пояса, которые будет использовать Аляска:
- - Берингово стандартное время (UTC−11:00), используемое западным побережьем (включая Ном) и Алеутскими островами.
  - Стандартное время Аляска-Гавайи (UTC−10:00), используемое на большей части Аляски, включая Анкоридж и Фэрбенкс.
  - Стандартное время Юкона (UTC−09:00), используемое Якутатом.
  - Тихоокеанское стандартное время (UTC−08:00), используемое Юго-Восточной Аляской, включая Джуно.

В апреле 1983 года законодательное собрание Аляски одобрило резолюцию, в которой просило Министерство транспорта перевести Аляску на использование только двух часовых поясов.  Он был одобрен министром транспорта Элизабет Доул 15 сентября 1983 года и вступил в силу 30 октября 1983 года.  Районы к востоку от Уналашки начали использовать часовой пояс Юкона (UTC−09:00). Большинство Алеутских островов, ранее находившихся на беринговом времени, теперь перешли на аляскинско-гавайское время.  Поскольку акт Конгресса потребовал изменить название часовых поясов, ] часовые пояса не получили своих современных названий (время Аляски и гавайско-алеутское время) до 30 ноября 1984 года. .

### Исторические изменения
| Период использования                                                    | Смещение времени от GMT/UTC[            | Наименование времени            |
| ----------------------------------------------------------------------- | --------------------------------------- | ------------------------------- |
| Среда, 15 Июля 1741 – Пятница, 6 Октября 1867 (по юлианскому календарю) | GMT+14:59 (в Ситке)                     | Местное среднее время           |
| Среда, 15 Июля 1741 – Пятница, 6 Октября 1867 (по юлианскому календарю) | GMT+12:24 (на Алеутских островах))      | Местное среднее время           |
| Пятница, 18 октября 1867 – 1900 (по григорианскому календарю)           | GMT−09:01 (в Ситке)                     | Местное среднее время           |
| Пятница, 18 октября 1867 – 1900 (по григорианскому календарю)           | GMT−11:36 (на Алеутских островах)       | Местное среднее время           |
| 1900 – 1918                                                             | GMT−09:00 (включая Алеутские острова)   | Стандартное время Аляски        |
| 1918 – 19 января 1942                                                   | GMT−08:00 (Панхэндл)                    | Тихоокеанское стандартное время |
| 1918 – 19 января 1942                                                   | GMT−09:00 (в Якутате))                  | Стандартное время Юкона         |
| 1918 – 19 января 1942                                                   | GMT−10:00                               | Стандартное время Аляски        |
| 1918 – 19 января 1942                                                   | GMT−11:00 (Ном и Алеутские острова)     | Стандартное время Беринга       |
| 20 января 1942 – 30 сентября 1945                                       | GMT−07:00 (Панхэндл Зоны)               | Время войны на Тихом океане     |
| 20 января 1942 – 30 сентября 1945                                       | GMT−08:00 (в Якутате))                  | Военное время Юкона             |
| 20 января 1942 – 30 сентября 1945                                       | GMT−09:00                               | Военное время на Аляске         |
| 20 января 1942 – 30 сентября 1945                                       | GMT−10:00 (Ном и Алеутские острова)     | Берингово военное время         |
| 30 сентября 1945 – 31 марта 1967                                        | GMT−08:00 (Панхэндл)                    | Тихоокеанское стандартное время |
| 30 сентября 1945 – 31 марта 1967                                        | GMT−09:00 (в Якутате))                  | Стандартное время Юкона         |
| 30 сентября 1945 – 31 марта 1967                                        | GMT−10:00                               | Стандартное время Аляски        |
| 30 сентября 1945 – 31 марта 1967                                        | GMT−11:00 (Ном и Алеутские острова)     | Стандартное время Беринга       |
| 1 апреля 1967 – 30 октября 1983                                         | GMT/UTC−08:00 (Панхэндл-зоны)           | Тихоокеанское стандартное время |
| 1 апреля 1967 – 30 октября 1983                                         | GMT/UTC−09:00 (на якутате)              | Стандартное время Юкона         |
| 1 апреля 1967 – 30 октября 1983                                         | GMT/UTC−10:00                           | Стандартное время Аляска-Гавайи |
| 1 апреля 1967 – 30 октября 1983                                         | GMT/UTC−11:00 (Ном и Алеутские острова) | Стандартное время Беринга       |
| 30 октября 1983 – настоящее время                                       | UTC−09:00 (в Джуно)                     | Часовой пояс Аляски             |
| 30 октября 1983 – настоящее время                                       | UTC−10:00 (на Алеутских островах)       | Гавайско-Алеутский часовой пояс |
| 2007 − н.в.                                                             | UTC−08:00 (кроме Алеутских островов)    | Летнее время на Аляске          |